# إنزو كوزوليني
إنزو كوزوليني (بالإيطالية: Enzo Cozzolini)‏ لاعب كرة قدم إيطالي في مركز خط الوسط (ولد في 3 يناير 1924 في روما) لعب 4 مواسم (29 مباراة، هدف واحد) في دوري الدرجة الأولى الايطالي لنادي روما.